# إيتال

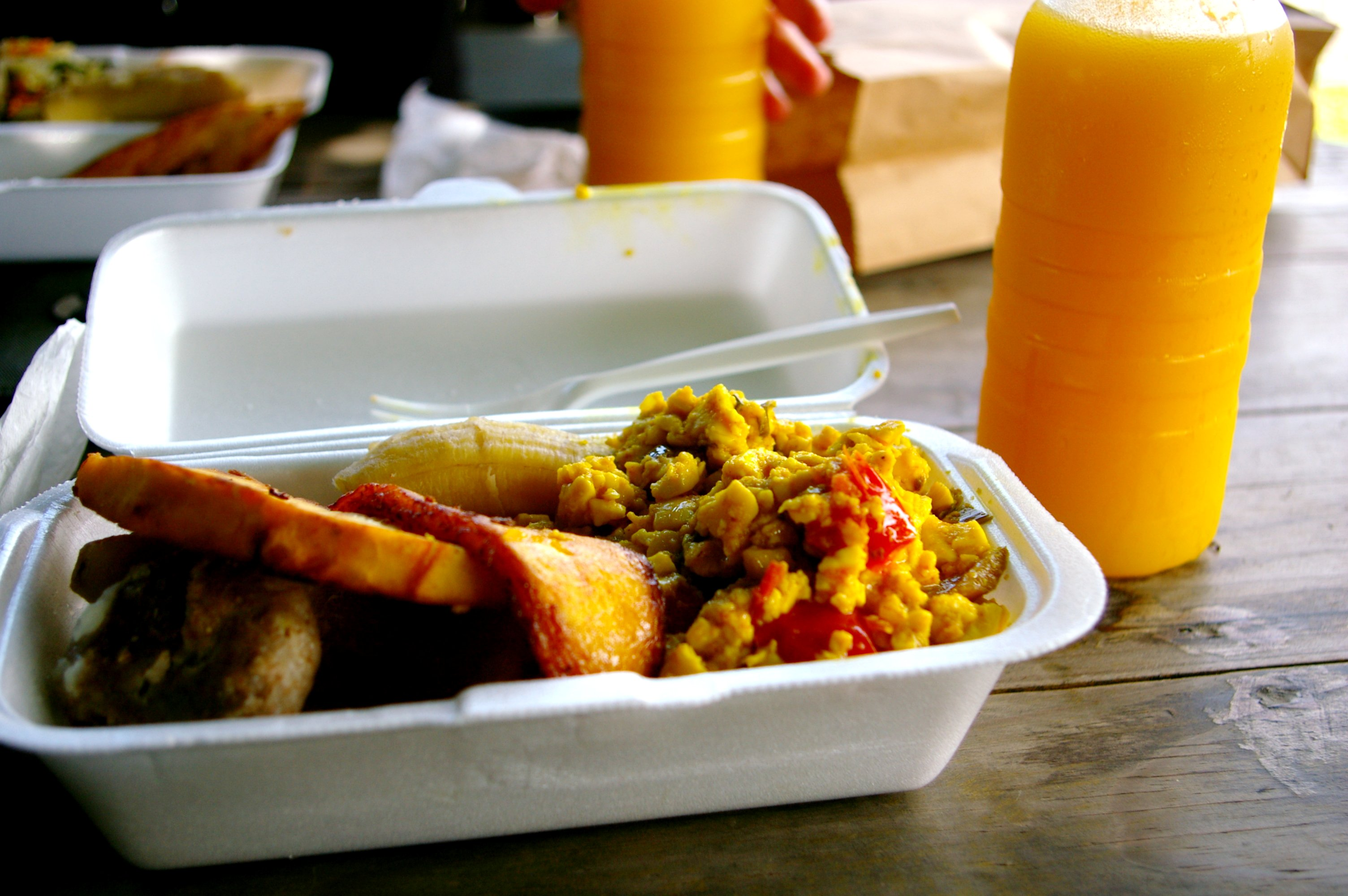
إيتال هو إفطار جامايكي يتكون من آكي ، موزيلان ، طعام مسلوق ، خبز ، وعصير مانجو أناناس.

إيتال(خضرة تنمو في مزرعة المنزل وتستخدم في الطبخ)، وتعرف أيضاً بأسم  (i-tal) ، هو طعام يُحتفل به كثيراً من هولأء (الجماكيين) في الحركة الراستافارية. وهو أمر إلزامي لدى نيابنغي بالرغم من عدم وجوده في اثنا عشر من قبائل إسرائيل أو قصور ريمي. الكلمة مشتقه من الكلمة الانجليزيه "vital" ومع إزاله "v"  تصبح "ital"و هذه تحدث لكلمات عديدة في الكلمات الراستافارية للدلالة علي وحدة المتحدث في اللغة الطبيعية. التعبير عن إيتال يختلف في نطاق واسع من راستا إلي راستا، ويوجد القليل من القواعد العالمية لمعيشة إيتال.
الهدف الأساسي من الألتزام بنظام "إيتال" الغذائي هو لزيادة ال"livity"(هو المفهوم الراستافاري للحياة الأبدية)، أو الطاقة الحيوية التي يعتقدها الراستافاريون عموماً إنها حياة في جميع البشر، كمنحة من الله سبحانه وتعالى. وهناك عقيدة مشتركة من المعتقدات الراستافارية، وهي مشاركة لحي وسط بين الكائنات الحية، وما يوضع في جسد المرء يجب أن يعزز من قدرته بدلاً من تقليله. علي الرغم من وجود تفسيرات مختلفه الي "إيتال" فيما يتعلق بأطعمه معينه، إلا أن المبدأ العام هو أن الطعام يجب ان يكون طبيعياً، أو نقياً، ومن الأرض؛ لذلك كثير من الأحيان يتجنب الراستافاريون الأطعمة التي تم تعديلها كيميائياً أو تحتوي علي إضافات إصطناعية مثل (لون، ونكهات، ومواد حافظة). يتجنب البعض أيضاً إضافة الملح في الطعام، خاصاً ملح الطعام المُصنع بإضافه الأيودين، بينما المياة النقية تُشرَب والملح كوشير(ملح ذو حبه كبيره لا تذوب بسرعة عكس ملح الطعام) يؤكل من قبل البعض. في تفسيرات صارمة لا تُعتبر "إيتال" من الأطعمة التي تم إنتاجها باستخدام المواد الكيميائية مثل (المبيدات الحشرية والأسمدة). أعتمد أتباعهم المبكّرون قوانينهم الغذائية علي أساس تفسيرهم للعديد من كتب الأنجيل، بما في ذلك كتاب سفر التكوين، ثم قال الله تعالى: "أعطيك كل نبات يحمل البذور علي وجه كل الأرض وكل شجرة لها ثمرة بذرة فيها، وسوف تكون لك من أجل الطعام" (تكوين 1:29)، كتب اللاويين والتثنية جنباً إلي جنب مع تزايد تسريحة الشعر المجدل والتدخين المقدس من غانجا؛ ملاحظة، إتّباع نظام غذائي نباتي هو واحد من الممارسات في وقت مبكر التي اعتمدها راستافاري من الخدم الهنديين المتعطلين الذين يعيشون في جامايكا. مؤسس راستافاري هو ليونارد هاول، الملقب ب"جونغ" و"جيانجونجورو ماراج" " الذي لم يكن من أصل هندي، ولكنه كان مفتون بالممارسات الهندوسية، وكان له دور اساسي في الترويج لالنظام الغذائي في المجتمع الراستافاري في"بيناكل".